# 塚原昌義
塚原 昌義（つかはら まさよし）または武田 昌次（たけだ まさじ、文政8年（1825年）- 明治21年（1888年）9月 ）は、幕末の江戸幕府旗本、明治政府の官吏。通称、重五郎・藤助・次左衛門・三左衛門。官位は但馬守。祖先は武田遺臣で、武蔵国多摩郡留所村（現八王子市）、下総国香取郡丁子村（現香取市）などの領地を持つ旗本となった。

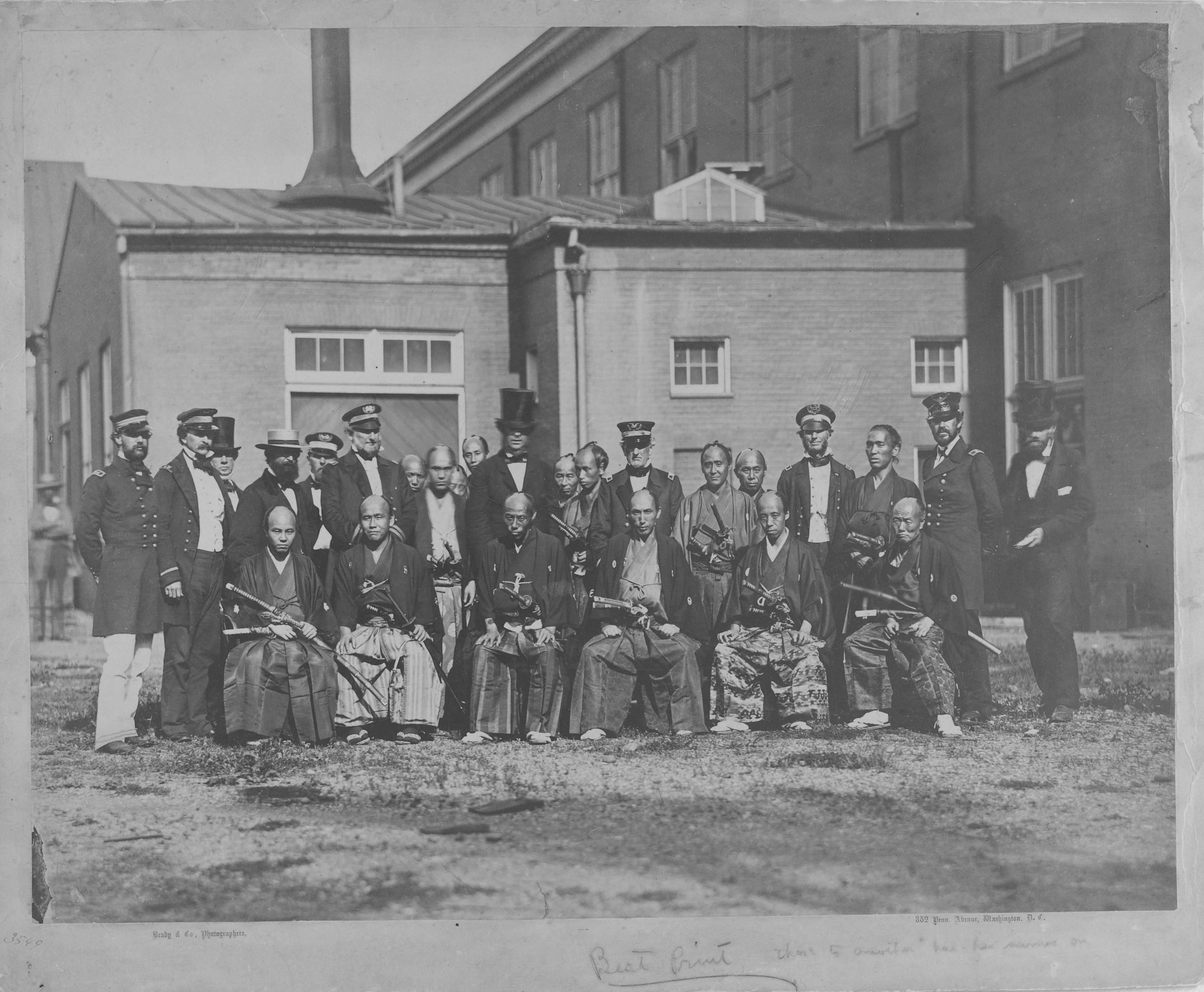
1860年ワシントン海軍工廠にて撮影。　塚原昌義（前列左端）

## 生涯
文政8年（1825年）、禄高450石の旗本、塚原昌常の四男として江戸牛込にて出生。
嘉永6年（1853年）に学問吟味に合格し、部屋住のまま安政3年（1856年）外国貿易取調掛に抜擢され、安政6年（1859年）外国奉行支配調役に昇進。万延元年（1860年）日米修好通商条約批准書交換に赴く正使新見正興とする万延元年遣米使節に随行した。
文久元年（1861年）8月徒頭、文久2年（1862年）9月目付、講武所頭取、歩兵頭格大砲組之頭を歴任し、元治元年（1864年）8月5日には諸大夫となった。この間に文久3年（1863年）池田長発遣欧使節の目付および元治元年（1864年）8月3日には目付兼英国駐箚公使に任命されたがいずれも赴かなかった。元治2年（1865年）2月22日には世子のまま大目付就任。のちの慶応2年には京都にて外国奉行に就任した。（同年10月~慶応3年（1867年）6月29日、勘定奉行兼任）。その後外国総奉行（慶応3年（1867年）10月~慶応4年（1868年）2月9日、若年寄並兼務）を歴任した。
慶応3年（1867年）、小栗忠順などと共に兵庫港開港に備え商社を設立して富国強兵化に努めたが、反面長州藩処分は強硬論者だった。鳥羽・伏見の戦いでは副総督として幕軍を指揮した。慶応4年（1868年）2月9日徳川慶喜より鳥羽・伏見の戦いを指揮した老中格松平正質、若年寄並竹中重固らとともに免職・登営禁止の命を受けた。同年4月に大坂町奉行並だった松本寿太夫と共にアメリカ船でアメリカに政治亡命した。明治2年（1869年）6月17日のサンフランシスコ・クロニクル紙面に彼の記事がある。30ヶ月の亡命生活を送った。明治3年（1870年）12月に横浜港に帰国し、アメリカ領事に匿われたが、明治4年（1871年）4月末に自首し、静岡藩御預処分。明治5年（1872年）2月に太政官から赦免される。その後、武田昌次と名を改めて明治政府に出仕した。
明治5年（1872年）10月に博覧会事務官、明治6年（1873年）1月に澳国博覧会二級事務官兼務となりイギリスへ。帰国後、明治7年（1874年）内務省勧業寮八等出仕、明治8年（1875年）同七等出仕。同年5月に清国に派遣されて産業調査、帰国後11月に大久保利通内務卿に直接報告。明治9年（1876年）内務省博物局農業樹林掛長。明治11年（1878年）からコーヒー栽培等の研究で小笠原諸島に渡る。明治14年（1881年）東京府小笠原出張所長代理。明治15年（1882年）11月に東京府一等属を辞す。明治21年（1888年）9月、東京にて死去。墓所は東京都杉並区高円寺の長龍寺（埋葬当時は市谷田坂）。
旗本としては異例の若年寄にまで昇進した人物であるが、慶応4年（1868年）2月に御役御免になるまで部屋住のままであった。
1862年（文久2年）より蕃書調所にて伊藤圭介から物産学を学ぶ。若年より山口直毅・伊沢謹吾・田辺太一・塚本明毅・荒井郁之助らと親交が深く、一緒に洋食のパンやワインを嗜んでいたという。